# Инаугурация Джеймса Монро (1817)
Первая инаугурация Джеймса Монро в качестве 5-го Президента США состоялась 4 марта 1817 года. Одновременно к присяге был приведён Дэниел Томпкинс как 6-й вице-президент США. Президентскую присягу проводил Председатель Верховного суда США Джон Маршалл, а присягу вице-президента принимал временный президент Сената США Джон Гэллард.

## Церемония
4 марта 1817 года Монро прибыл к Капитолию в полдень перед большой толпой из 8000 человек, самой большой толпой в городе на тот момент. Церемония, в отличие от предыдущих инаугураций, проходила снаружи на платформе перед временным кирпичным Капитолием (где сейчас находится здание Верховного суда США), потому что Конгресс не смог согласовать протоколы для закрытого мероприятия. Генри Клей, недовольный тем, что Монро не назначил его Государственным секретарём, выступил против мероприятия в зале Палаты представителей и не присутствовал на инаугурации .
После краткого выступления вице-президента Томпкинса Монро, никогда не умевший хорошо выступать на публике, произнёс свою инаугурационную речь, но её было трудно услышать публике. Он призвал к усилению военного строительства после недавней войны 1812 года, а также к единству между демократами-республиканцами и федералистами, чтобы положить конец фракционности.